# Körözött
A körözött (külföldön[pontosabban?] Liptauer) magyaros hidegkonyhai készítmény: őrölt pirospaprikával és köménymaggal elkevert, azaz körített túró, amely készülhet juhtúróból (ez a klasszikus „liptói”, amiről az idegen nevét is kapta), vegyesen juh- és tehéntúróból, vagy csak az utóbbiból. Egy kevés tejfölt vagy vajat is szokás hozzákeverni, hogy krémesebb, kenhetőbb állagú legyen.
A készre kikevert körözöttet fogyasztás előtt hűtőben tároljuk pár óráig vagy másnapig, hogy a zamatai összeérjenek. Pirítósra kenve a legjobb, akár önálló szendvicskrémként, akár szeletelt főtt tojással, sajttal, felvágottal megrakva (főleg gépsonkához, tarjához megy jól), finom paradicsommal. Sós vagy édeskekszre, abonettre, ostyalapra, sósrúdra kenve előételként, bor- vagy sörkorcsolyaként szintén kitűnő. Magában is pompás, laktató étel.

## Elkészítés
Lila-, vörös- vagy zöldhagymát (újhagymát) – akár vegyesen többfélét – apróra vágunk, majd összedolgozzuk a túróval és némi tejföllel vagy vajjal. Pirospaprikát keverünk hozzá (ettől kapja szép narancssárga színét és jellegzetes zamatát), valamint köménymagot, akár őrölve; mértékkel bors, sőt apróra vágott fokhagyma vagy egy kevés fokhagymakrém is mehet bele, ízlés szerint. (Pirospaprika helyett Piros Aranyat, Erős Pistát, Haragos Pistát, Édes Annát vagy más paprikakrémet, illetve chiliőrleményt, sőt Gulyáskrémet is használhatunk, de a hagyományos hazai, porrá őrölt fűszerpaprikával az igazi.) Ízvilágát remekül kiemeli a mustár (nem kell bele sok), a snidling és a petrezselyemzöld, valamint a Worcester-szósz (egy-két csepp elég). Némi sör szintén mehet bele. A juhtúró eleve sós, de ha tehéntúróból készítjük, azt nem árt kissé megsózni. Erdélyben tárkonnyal, Felvidéken olykor lestyánnal ízesítik, vagy az abból készült Maggi folyékony ételízesítővel („Maggi Würze”).